# Colton Haynes
Colton Lee Haynes (Andale, Kansas, 13 de julho de 1988) é um ator, modelo e cantor norte-americano.mais conhecido por interpretar Roy Happer na série arrow 

## Biografia

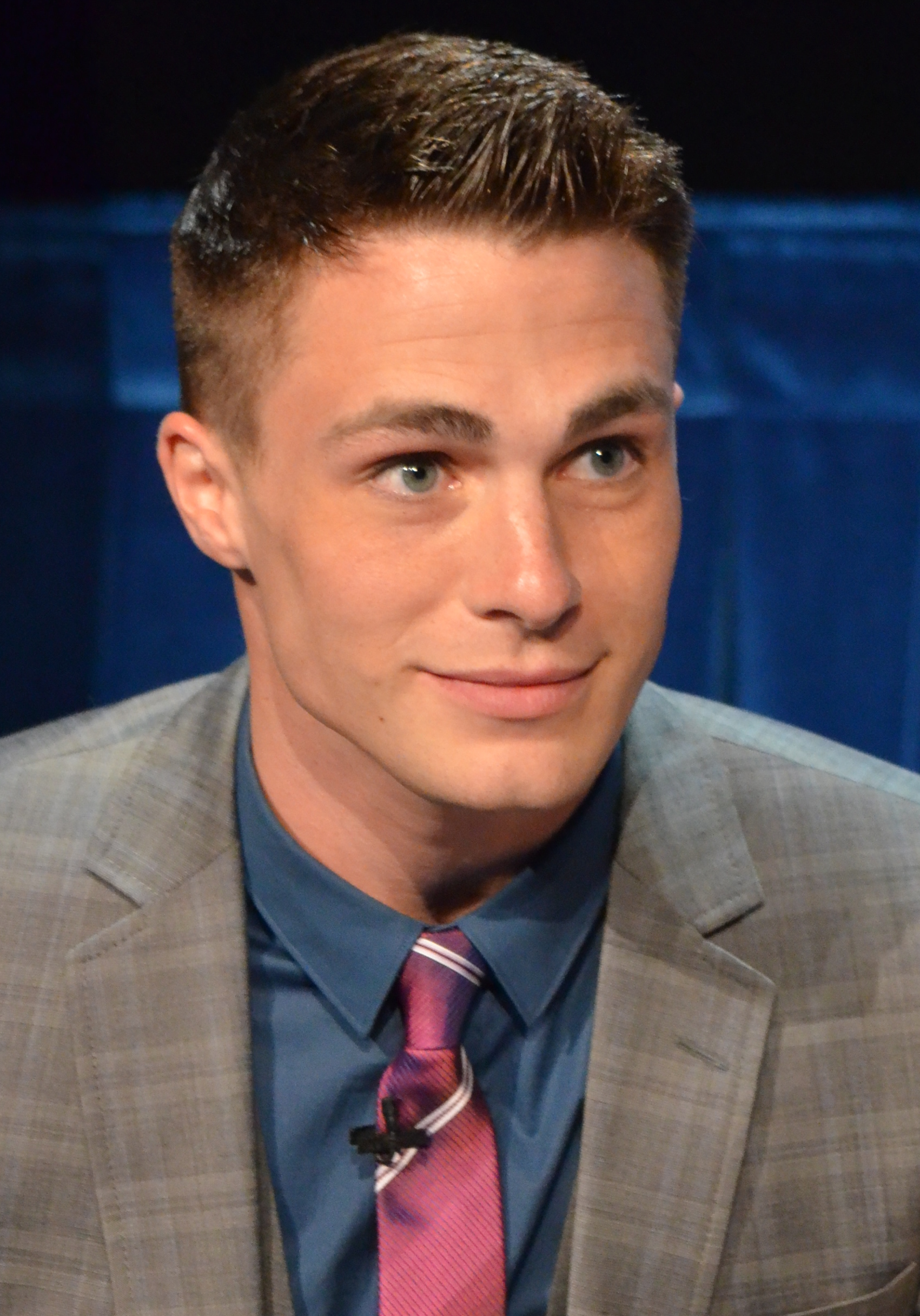
Haynes em 2012

Haynes nasceu em Andale, Kansas. É filho de Dana Denise Mitchell e William Clayton Haynes, seu pai morreu em 2004 e sua mãe morreu de cirrose em março de 2018. Ele descreveu seus pais como "hippies de espírito livre". Haynes tem cinco irmãos, três irmãs, uma delas se chama Willow e dois irmãos, Clinton que também é ator e Joshua. Cresceu em uma fazenda em Andale, Kansas, mas viveu também em diversos estados incluindo no Arkansas, Novo México, Texas e Flórida. Estudou na Navarra High School (Flórida), na Andale High School (Kansas) e graduou-se no ensino médio na Samuel Clemens High School em Schertz, Texas.

## Carreira

### Primeiros trabalhos como modelo
Haynes começou sua carreira como modelo aos 15 anos em Nova York. Começou a fazer sucesso depois de aparecer em um photoshoot para a Abercrombie & Fitch. Também apareceu em um ensaio fotográfico para a revista XY, em 2006. Depois disso começou a modelar em campanhas de Kira Plastinina, JC Penney, e Ralph Lauren. Em 2008, Haynes continuou a trabalhar como modelo em campanhas como a Verizon e também apareceu em editoriais de várias revistas como a Teen Vogue e Arena.

### Trabalhos como ator
Ele fez uma aparição não creditada como um jovem em um café no filme Transformers em 2007. Fez também uma aparição em CSI: Miami, onde interpretou Brandon Fox, que não consegue cometer suicídio depois contrair uma dívida enorme. Fez ainda uma aparição como um modelo em dois episódios de The Hills. Haynes também atuou em um videoclipe do My Chemical Romance do single, I Don't Love You, dirigido por Marc Webb. No segundo semestre de 2007, Haynes fez o teste para o papel de Edward Cullen, para a versão cinematográfica da série de romances de Stephenie Meyer, chamado de Crepúsculo; o ator Robert Pattinson foi escalado em seu lugar. Em 2008, apareceu como o convidado Alexander na série de televisão, Privileged, e também apareceu como Ares Kostopolous na série, Pushing Daisies. Ele ganhou o papel de Scott Holland no filme do canal de televisão Hallmark Channel, Always and forever. As filmagens começaram em dezembro de 2008 e o filme foi lançado em 24 de outubro de 2009. Fez teste também sem sucesso para o papel de Royce Du Lac no filme chamado de "Spectacular!" da Nickelodeon;
Ficou conhecido em 2011 pelo papel como o galã da escola e jogador de lacrosse "Jackson Whittemore" na série de televisão "Teen Wolf" da MTV, baseado no filme de 1985 de mesmo nome. Em outubro de 2012, anunciou que deixaria a série da MTV, para se dedicar a outros projetos de ator. A saída do seu personagem da trama foi explicada logo no primeiro episódio da terceira temporada em "Teen Wolf (3.ª temporada)", quando foi revelado que "Jackson Whittemore" se mudou para a cidade de Londres na Inglaterra.
Em dezembro de 2012, foi divulgado que Haynes se juntaria ao elenco da série de televisão de ação "Arrow", da The CW, no papel de Roy Harper, da DC Comics. Em julho de 2013, estrelou juntamente com Victoria Justice, o clipe de "Gold". Disponível no iTunes.
Colton gravou no verão de 2014 na Austrália, sua participação do filme de ação "A Falha de San Andreas", que foi lançado em 2015; no filme Colton interpreta o bombeiro Joby O'Leary. 
Em 2016, participa como ator convidado episódios da "Scream Queens (2.ª temporada)", exibida pela Fox, onde aparece nos episódios intitulados em inglês: "Warts and All" (temporada 2; episódio 2) e em "Handidates" (temporada 2; episódio 3).
Em 2017, depois de 5 anos, retornou para uma participação especial da 6ª temporada da série de televisão de "Teen Wolf " da MTV, onde participa de dois episódios da última temporada da série. Ele novamente aparece interpretando o agora híbrido de kanima-lobisomem Jackson Whittemore que estava na Londres e tendo um relacionamento romântico com o lobisomem Ethan Steiner (interpretado por Charlie Carver). O Colton Haynes aparece nos episódios intitulados de "Werewolves of London" (temporada 6 no episódio 17) e no episódio de conclusão "The Wolves of War" (temporada 6 no episódio 20).
Também em 2017, o Colton Haynes entrou para o elenco da série de televisão de terror e suspense "American Horror Story: Cult", exibida pela FX, onde interpreta o Detetive Jack Samuels.

## Vida pessoal
Entre 2011 e 2012, durante as gravações das duas primeiras temporadas da série de televisão de "Teen Wolf " da MTV, o Colton virou um amigo próximo da atriz estadunidense Holland Roden, que interpretava a sua namorada (a personagem Lydia Martin) na trama; frequentemente os dois são vistos juntos em passeios como amigos ou compartilhando fotos juntos nas redes sociais oficiais.
No dia 05 de maio de 2016, assumiu publicamente a sua homossexualidade numa entrevista para a Entertainment Weekly.
Haynes está em um relacionamento com o florista Jeff Leatham. Eles ficaram noivos no dia 11 de março de 2017, Haynes oficializou o noivado em um post no Instagram. Casaram-se em 27 de outubro de 2017, em Palm Springs, trocaram votos na frente de 120 convidados em uma cerimônia noturna oficializada pela amiga de longa data do casal, Kris Jenner. Em maio de 2018, Haynes pediu o divórcio após um casamento de seis meses com Leatham, mas o casal se reconciliou antes de seu primeiro aniversário de casamento. No entanto, em agosto de 2019, divorciaram-se por acordo.

## Filmografia

### Cinema

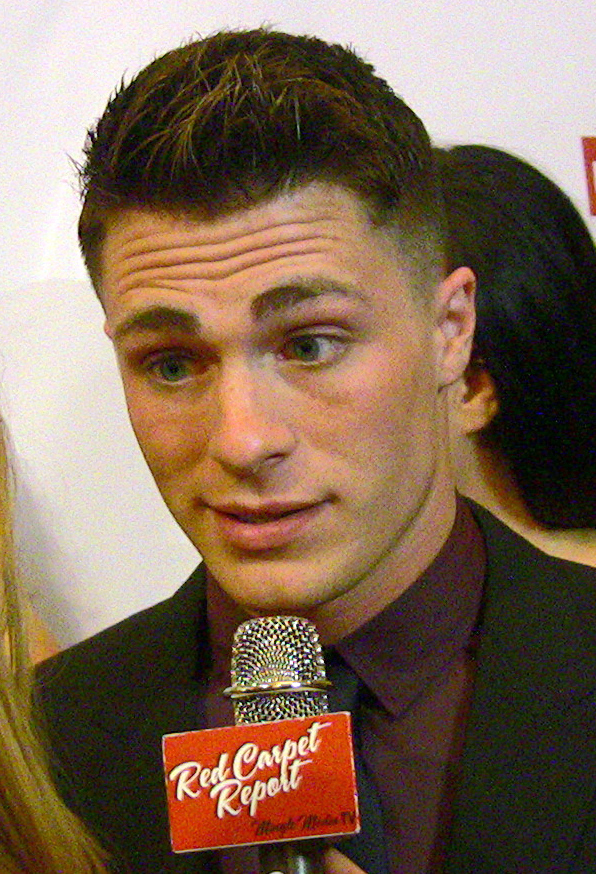
Haynes no Thirst Project Gala Red Carpet em 2011

| Ano  | Título               | Papel                 | Notas          |
| ---- | -------------------- | --------------------- | -------------- |
| 2007 | Transformers         | Criança na cafeteria  |                |
| 2011 | Yearbook             | Carl Mccormick        | Curta-metragem |
| 2015 | San Andreas          | Joby O'Leary          |                |
| 2017 | Grannie              | Daddy Warbucks        | Curta-metragem |
| 2017 | Rough Night          | Scotty                |                |
| 2018 | Bigger               | Jack Lalanne          |                |
| 2019 | Stucco               | O                     | Curta-metragem |
| 2021 | Triumph              | Jeff                  |                |
| 2022 | Swindler Seduction   | Steve / Mitch Johnson |                |
| 2023 | Teen Wolf: The Movie | Jackson Whittemore    |                |
| 2024 | Love... Reconsidered | Scott                 |                |

### Televisão
| Ano       | Título                       | Papel                 | Notas                                    |
| --------- | ---------------------------- | --------------------- | ---------------------------------------- |
| 2007      | CSI: Miami                   | Brandon Fox           | Episódio: "Bang, Bang, Your Debt"        |
| 2008      | Privileged                   | Alexander             | Episódio: "All About Friends and Family" |
| 2008      | Pushing Daisies              | Ares Kostopolous      | Episódio: "Frescorts"                    |
| 2009      | Always and Forever           | Scott Holland         | Filme de TV                              |
| 2009      | Melrose Place                | Jessie Roberts        | Episódio: "Gower"                        |
| 2010      | The Gates                    | Brett Crezski         | 13 episódios                             |
| 2010      | Look                         | Shane                 | 11 episódios                             |
| 2011      | The Nine Lives of Chloe King | Kai                   | Episódio: "Dogs of War"                  |
| 2011-2017 | Teen Wolf                    | Jackson Whittemore    | 26 episódios                             |
| 2013-2020 | Arrow                        | Roy Harper / Arsenal  | 80 episódios                             |
| 2013      | Arrow: Blood Rush            | Roy Harper / Arsenal  | 6 episódios                              |
| 2016      | The Grinder                  | Luke Grinder          | 2 episódios                              |
| 2016      | Scream Queens                | Tyler                 | 2 episódios                              |
| 2017      | American Horror Story: Cult  | Detetive Jack Samuels | 6 episódios                              |
| 2022      | Dollface                     | Lucas                 | Episódio: "Homecoming Queen"             |

### Video game
| Ano  | Título                  | Papel |
| ---- | ----------------------- | ----- |
| 2016 | Marvel Avengers Academy | Thor  |